# Augusto (nombre)
Augusto es un nombre propio masculino de origen latino (Augustus) en su variante en español. Su significado es "que infunde o merece gran respeto y veneración". Fue el nombre que adoptó Octaviano al convertirse en el primer emperador romano, tras lo cual se convirtió en el principal título de los gobernantes del Imperio. También es utilizado como adjetivo a la hora de hablar de personas honoríficas.

## Santoral
- 8 de abril, beato Augusto Czartoryski;
- 9 de julio, san Augusto Chapdelaine;
- 2 de septiembre, beato Augusto Nézel;
- 7 de octubre, san Augusto de Bourges;
- 9 de octubre, san Augusto Andrés Martín Fernández.

## Variantes
- Femenino: Augusta.

### Variantes en otros idiomas
| Variantes en otras lenguas | Variantes en otras lenguas |
| -------------------------- | -------------------------- |
| Español                    | Agustín                    |
| Alemán                     | August                     |
| Aragonés                   | Augusto                    |
| Asturiano                  | Augustu                    |
| Azerí                      | Avqust                     |
| Bretón                     | Aogust                     |
| Búlgaro                    | Август (Avgust)            |
| Catalán                    | August                     |
| Checo                      | August                     |
| Corso                      | Augustu                    |
| Croata                     | August                     |
| Danés                      | August                     |
| Esloveno                   | Avgust                     |
| Esperanto                  | Aŭgusto                    |
| Estonio                    | August                     |
| Euskera                    | Augusto                    |
| Finlandés                  | August                     |
| Francés                    | Auguste                    |
| Gallego                    | Augusto                    |
| Georgiano                  | ავგუსტუსი (Avgustusi)      |
| Griego                     | Αύγουστος (Augoustos)      |
| Holandés                   | August                     |
| Húngaro                    | Ágost, Augusztusz          |
| Inglés                     | Augustus                   |
| Irlandés                   | Ágastas                    |
| Islandés                   | Ágúst                      |
| Italiano                   | Augusto                    |
| Latín                      | Augustus                   |
| Letón                      | Augusts                    |
| Lituano                    | Augustas                   |
| Lusaciano                  | Awgust                     |
| Maltés                     | Awgustu                    |
| Noruego                    | August                     |
| Polaco                     | August                     |
| Portugués                  | Augusto                    |
| Rumano                     | August                     |
| Ruso                       | Август (Avgust)            |
| Samogitiano                | Augosts                    |
| Sardo                      | Augùstu                    |
| Serbio                     | Август (Avgust)            |
| Siciliano                  | Augustu                    |
| Sueco                      | August                     |
| Valenciano                 | Agustí                     |

## Personajes célebres

### Monarcas
- Augusto (27 a. C.-14 d. C.)

- Augusto II de Polonia-Lituania (1697-1733)
- Augusto III de Polonia-Lituania (1733-1763)

### Otras personalidades
- Adán Augusto López, actual secretario de Gobernación de México desde 2021
- Augusto Agostini Chapel, nutriólogo, doctor en nutrición puertorriqueño.
- Augusto Algueró, compositor, arreglista y director de orquesta español.
- Auguste Comte, sociólogo francés.
- Augusto Czartoryski, sacerdote salesiano francés.
- Augusto d'Halmar, escritor chileno.
- Augustus De Morgan, matemático y lógico inglés.
- August Derleth, escritor estadounidense.
- Augusto Font Carreras, arquitecto y profesor español.
- Augusto Fragoso, militar brasileño.
- August von Hayek, médico y botánico austriaco.
- August Wilhelm von Hofmann, químico alemán.
- August von Kotzebue, dramaturgo alemán.
- August Krogh, fisiólogo danés.
- Augusto Leguía, político peruano.
- August Macke, pintor alemán.
- August von Mackensen, militar alemán.
- Auguste Mariette, egiptólogo francés.
- Auguste Marmont, militar francés.
- August Möbius, matemático y astrónomo alemán.
- Auguste Piccard, inventor suizo.
- Augusto Pinochet, militar y dictador chileno.
- Augustus Pugin, arquitecto inglés.
- Augusto Roa Bastos, escritor paraguayo.
- Auguste Rodin, escultor francés.
- Augusto César Sandino, campesino, patriota y revolucionario nicaragüense.
- August Wilhelm von Schlegel, crítico, traductor, filólogo y profesor universitario alemán.
- August Strindberg, escritor y dramaturgo sueco.
- August Weismann, biólogo alemán.
- August Winnecke, astrónomo alemán.
- Augusto, Rugus
- Augusto, Mirador de perros.